# Separabilní prostor
Metrický prostor obsahující spočetnou hustou podmnožinu se nazývá separabilní.

## Příklad
- euklidovský prostor {\displaystyle E_{n}}
- prostor {\displaystyle C(\langle a,b\rangle )} všech funkcí spojitých na intervalu {\displaystyle \langle a,b\rangle } s metrikou {\displaystyle d(f,g)=\max _{a\leq x\leq b}|g(x)-f(x)|}
- metrický prostor {\displaystyle L^{p}(a,b)}, který je tvořen měřitelnými funkcemi, integrovatelnými v {\displaystyle \langle a,b\rangle } s p-tou mocninou {\displaystyle (1\leq p<\infty )}, přičemž metrika je definována vztahem {\displaystyle d(f,g)={\left[\int _{a}^{b}{|g(x)-f(x)|}^{p}\mathrm {d} x\right]}^{\frac {1}{p}}}

Každá podmnožina separabilního prostoru je taktéž separabilní.
Kompaktní množina je separabilní.